# Wi-Fi Protected Setup

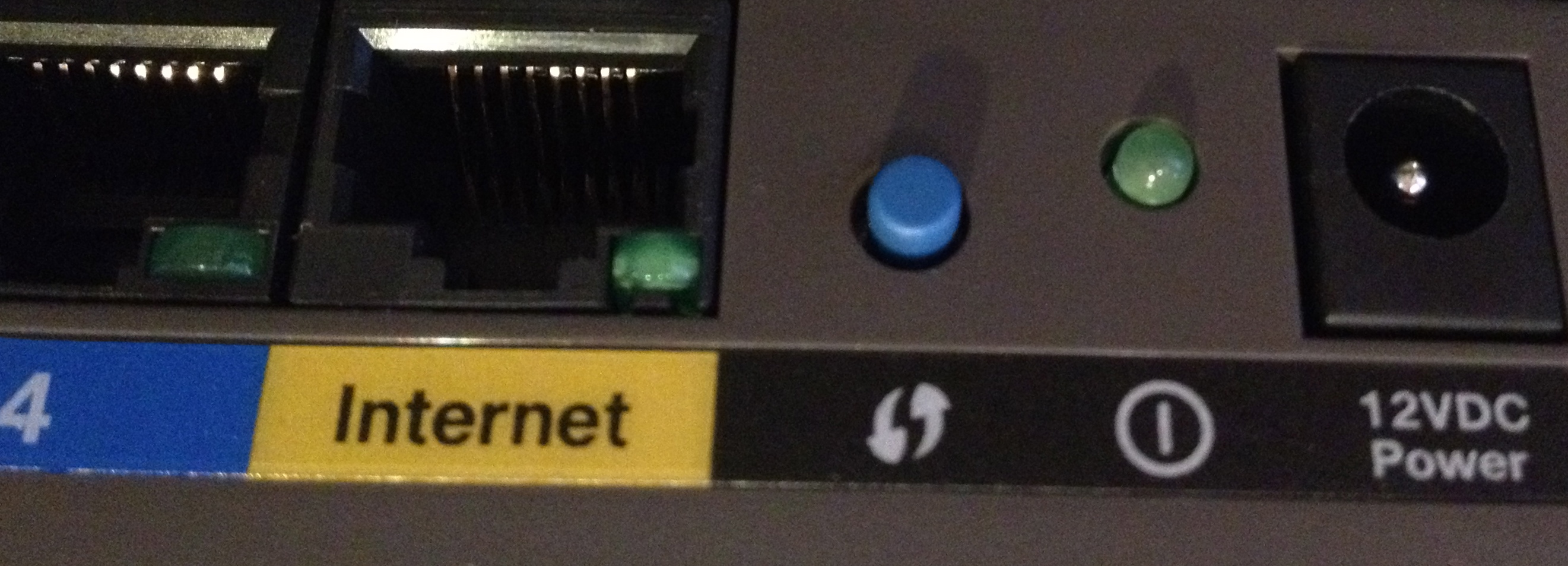
Przycisk WPS na routerze sieci bezprzewodowej Cisco E2500

Wi-Fi Protected Setup, WPS (pierwotna nazwa: Wi-Fi Simple Config) – funkcja, która umożliwia łatwą i szybką konfigurację parametrów bezpieczeństwa sieci bezprzewodowej.
Podczas standardowej konfiguracji użytkownik samodzielnie definiuje nazwę sieci (SSID). Następnie tworzy klucz zabezpieczający sieć, który wykorzystuje do konfiguracji punktu dostępowego oraz klientów sieci bezprzewodowej. Skonfigurowanie parametrów bezpieczeństwa ma na celu zabezpieczenie bezprzewodowej sieci przed dostępem osób nieuprawnionych. Dzięki funkcji WPS użytkownik szybko uzyskuje bezpieczny dostęp do sieci bezprzewodowej. Funkcja WPS automatycznie konfiguruje parametry bezpieczeństwa połączenia bezprzewodowego.